# Photostimulation
Unter Photostimulation versteht man in der Neurologie, speziell in der Epileptologie eine Provokationsmethode. Während einer EEG-Ableitung wird der Proband mit einem Flackerlicht in steigender und wieder abfallender Frequenz von 4 bis 20 Hz „gereizt“. Bei empfindlichen Personen kann dadurch in der Hirnstromkurve beobachtet werden, dass sich die elektrische Oberflächenaktivität des Gehirns zunehmend synchronisiert (sogenannte „Photoparoxysmale Reaktion“). Dies zeigt sich in immer amplitudenhöheren Wellen von immer kürzerer Wellenlänge, sogenannten „steilen Wellen“, von anderen Autoren auch „hypersynchrone Aktivität“ oder „epilepsietypische Potentiale“ genannt.

## Methodik
Die EEG-Ableitung erfolgt, wenn nicht ohnehin digital nur Rohdaten gespeichert werden, in bipolaren Längsreihen im abgedunkelten EEG-Raum. Über 30 s wird die Blitzfrequenz von 4 auf 20 Hz gesteigert und während der nächsten 30 s wieder auf 4 Hz reduziert. Anschließend wird jeweils 30 s lang mit 5, 10, 12, 15 und 20 Hz stimuliert. Zum Schluss wird mit irregulären Blitzen (durchschnittliche Frequenz > 10 Hz) über 80 s provoziert. Bei Auftreten einer photoparoxysmalen Reaktion sollte die Provokation sofort abgebrochen werden, denn andernfalls kann durch eine solche Photostimulation ein Krampfanfall ausgelöst werden.